# Red Shield
Red Shield (Scudo rosso) è un'organizzazione immaginaria statunitense all'interno dell'anime BLOOD+

## Il gruppo
L'organizzazione presente anche nel film d'animazione dedicato al Blood, è nata con il preciso scopo di difendere l'umanità da mostri orrendi simili ai vampiri conosciuti con il nome di Chiroptera. Sostengono Saya sapendo che è l'unica creatura che può sconfiggere il mostro. Durante il suo riposo l'hanno sorvegliata. Il fondatore della società era un parente di Amshel Goldsmith e vivevano nella stessa casa.

## Protagonisti

David nell'anime

- David (doppiatore giapponese Jurouta Kosugi, doppiatore inglese Christopher Nissley): Un uomo che odia i vampiri perché ha perso tutta la sua squadra per colpa loro. Amico del padre adottivo di Saya Otonashi, stringe una forte amicizia con Julia ma viene inizialmente tradita da lei. Di carattere forte, non esita a picchiare il fratello della protagonista, durante la serie avrà una forte crisi e si dedicherà all'alcol. Quando sembra aver abbandonato per sempre l'idea di poter combattere i vampiri sarà proprio il fratello di Saya a prendere il suo posto. Alla fine si unirà di nuovo ai compagni.

- Julia Silverstein, medico affascinante e brillante del gruppo. Ha una mente analitica e cerca di comprendere le cose non importa chi stia servendo. Inizialmente assiste Saya durante le trasfusioni di sangue che le permettono di non svenire. Durante la storia si preoccuperà di un suo collega che ha molti meno scrupoli di lei.

- Lewis (doppiatore giapponese Takashi Nagasako, doppiatore inglese David Rasner): Il suo ruolo non è molto chiaro nel corso della storia, detiene diversi informatori con il quale ottiene tutte le informazioni che servono, sembra essere un personaggio quasi comico con il suo accento giamaicano. Durante il periodo in cui lavorara per la CIA il suo nome in codice era Sammy.

## Personaggi minori
- Joel Goldschmidt VI, attuale comandante del gruppo, ogni discendente aggiunge il numero al nome, quindi lui è il sesto discendente dell'originale Joel Goldschmidt.